# Criss Angel
Christopher Nicholas Sarantakos (nascut el 19 de desembre de 1967), més conegut pel seu nom artístic Criss Angel, és un mag, il·lusionista, escapista, hipnotitzador i actor nord-americà. Actualment protagonitza i dirigeix el seu propi show televisiu, Criss Angel Mindfreak.

## Biografia
Criss Angel va néixer el 19 de desembre de 1967 a Long Island a l'estat de Nova York, i és de descendència grega. Va créixer enamorat de la música, i li agradava tocar la bateria, a la vegada que sempre ha tingut un interès especial per la màgia. Els seus pares són John i Dimitra Sarantakos. La seva mare és natural de Mystra a Grècia. Té dos germans, Costa i JD. Una de les influències més importants de Criss ha sigut el seu pare.
En una entrevista amb Larry King el 31 d'octubre de 2007 va dir que havia sigut un escolanet en una església ortodoxa grega i encara creu fortament en Déu.
Criss Angel va començar a interessar-se per la màgia als sis anys, quan la seva tieta Stella li va mostrar un truc de màgia. Dues de les seves influències més grans són Harry Houdini i Aldo Richiardi. Quan era adolescent, Angel feia espectacles de màgia a les festes d'aniversari, a clubs nocturns, a celebracions privades i a casa, per diverti la seva família.
Angel tocava, a més, en una banda anomenada AngelDust amb el seu amic Klayton Scott (Celldweller, Argyle Park), qui va produir i ajudar en l'aspecte musical del seu show Mindfreak.

## Discografia
- Musical Conjurings from the World of Illusion (1998)
- System 1 in the Trilogy (2000)
- System 2 in the Trilogy (2000)
- System 3 in the Trilogy (2000)
- Mindfreak (2002)
- Supernatural (2003)
- Mindfreak:The Official Soundtrack (2006)